# The Colors
The Colors - album studyjny basisty Krzysztofa Ścierańskiego, wibrafonisty Bernarda Maselego, gitarzysty Marka Radulego oraz perkusisty Przemyka Kuczyńskiego. Wydawnictwo ukazało się 23 października 2010 roku nakładem wytwórni muzycznej Fonografika.

## Lista utworów
Źródło.
1. "Nostalgia" - 9:30
2. "Loops" - 7:46
3. "Pustynna Burza" - 7:57
4. "Piasek Pustyni" - 11:38
5. "Żegnaj Kuba" - 8:16
6. "Afrykański Blues/Footprints" - 10:55
7. "Wykryto Pewne Nieprawidłowości" - 8:09
8. "I Towers You" - 7:05
9. "Edesseg" - 7:42